# Marsipella
Marsipella, en ocasiones erróneamente denominado Armarsipellum, es un género de foraminífero bentónico de la subfamilia Rhabdammininae, de la familia Rhabdamminidae, de la superfamilia Astrorhizoidea, del suborden Astrorhizina y del orden Astrorhizida. Su especie tipo es Marsipella elongata. Su rango cronoestratigráfico abarca el Holoceno.

## Discusión
Clasificaciones previas incluían Marsipella en el suborden Textulariina del orden Textulariida.

## Clasificación
Marsipella incluye a las siguientes especies:
- Marsipella aggregata
- Marsipella arenaria
- Marsipella cervicornis
- Marsipella chapmani
- Marsipella cylindrica
- Marsipella dextrospiralis
- Marsipella echinata
- Marsipella elongata
- Marsipella gigantea
- Marsipella granulosa
- Marsipella muelleri
- Marsipella rustica
- Marsipella spiralis

Otras especies consideradas en Marsipella son:
- Marsipella albescens, de posición genérica incierta
- Marsipella torta, de posición genérica incierta